# Legión Árabe
La Legión Árabe (en árabe: الفيلق العربي‎, al-Faylaq al-Arabi) fue el ejército regular de Transjordania y Jordania en la primera mitad del siglo XX.

## Creación
En octubre de 1920, tras hacerse cargo de la región de Transjordania, el Reino Unido formó una unidad de 150 hombres llamada «Fuerza Móvil», bajo el mando del capitán Frederick Gerard Peake, para defender el territorio contra las amenazas internas y externas. La base de la Legión se ubicaba en Zarqa y 80 por ciento de sus hombres fueron los locales chechenos.

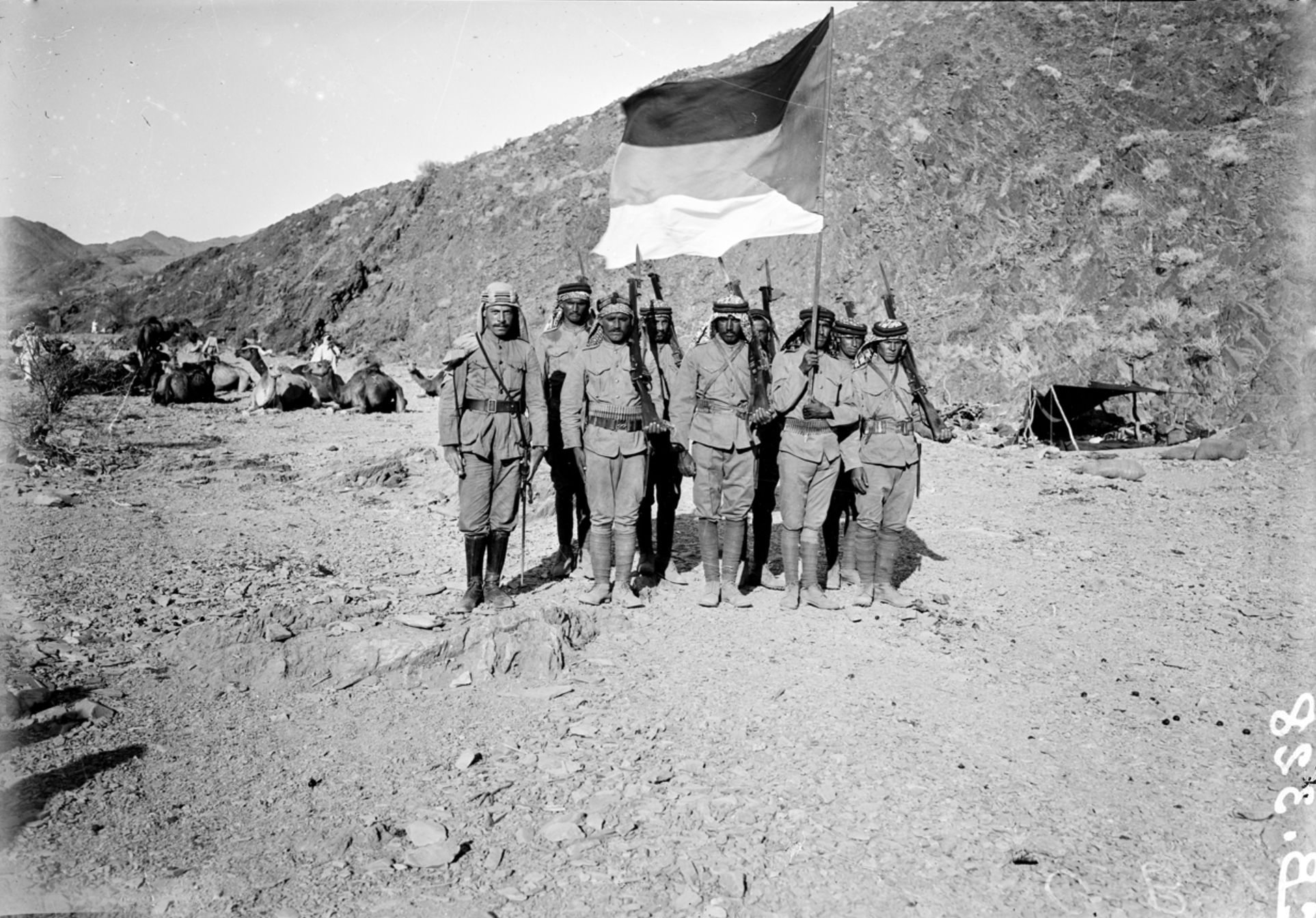
Los soldados árabes que lucharon durante la revuelta árabe de 1916 contra el Imperio Otomano formaron el núcleo de la Legión Árabe.

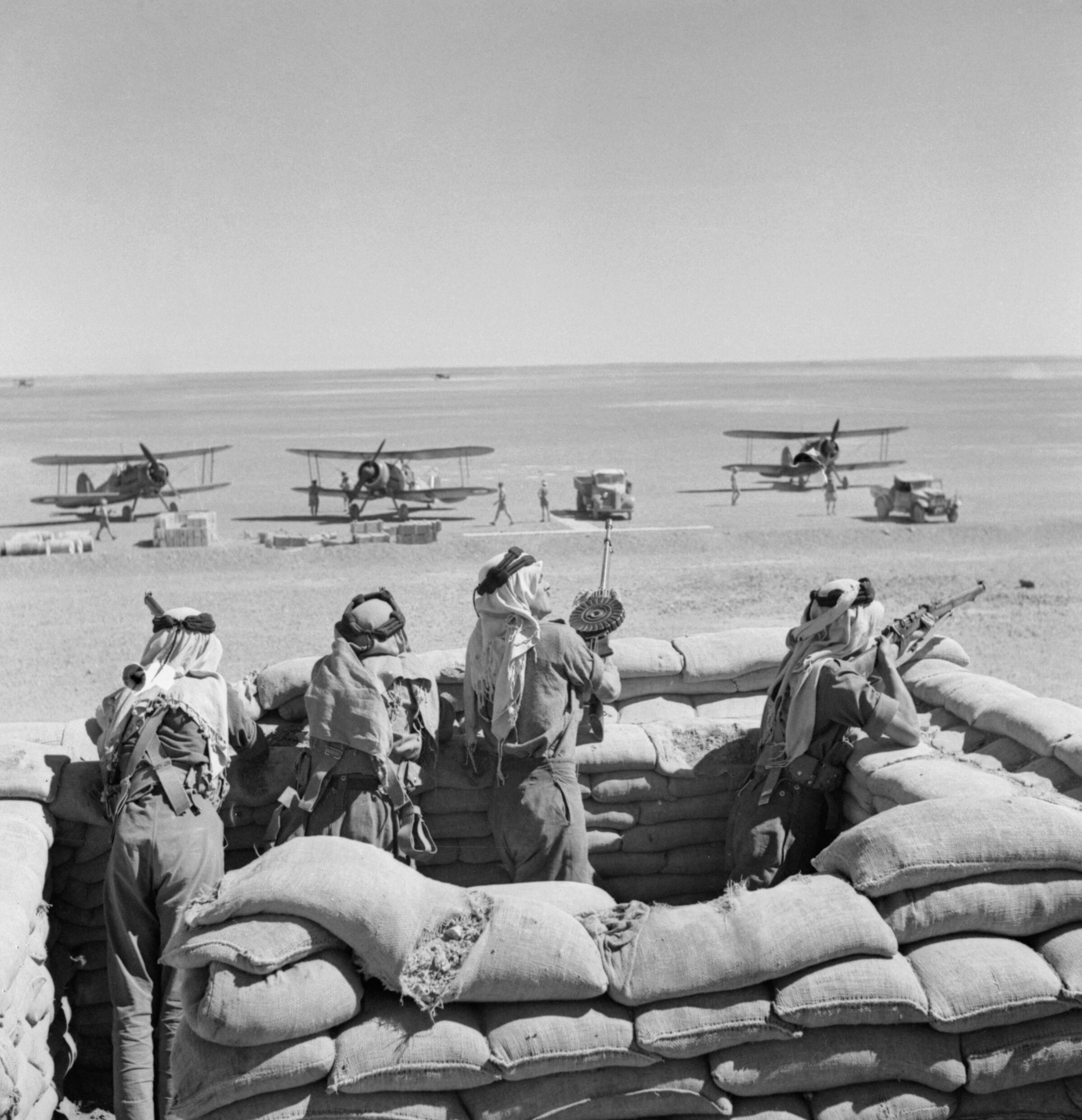
La Legión Árabe en Irak durante la Guerra anglo-iraquí en 1941.

Se expandió rápidamente tras reclutar 1.000 hombres árabes que habían servido en el ejército del Imperio Otomano. El 22 de octubre de 1923, la policía se fusionó con la Fuerza Móvil de la Reserva, todavía bajo el mando de Peake, que ahora era un subalterno del Emirato de Transjordania. La nueva fuerza fue nombrada al-Jaysh al-Arabi (el Ejército Árabe), pero siempre fue conocida oficialmente en inglés como la Legión Árabe. Fue financiada por Gran Bretaña y comandada por oficiales británicos. La Legión se formó como una fuerza de policía para mantener el orden entre las tribus de Transjordania y para proteger la importante carretera Jerusalén-Amán.
El 1 de abril de 1926, la Fuerza de Frontera Transjordana se formó a partir de cuadros procedentes de la Legión Árabe. Constaba de sólo 150 hombres y la mayoría de ellos estaban estacionados a lo largo de las carreteras de Transjordania. Durante este tiempo, la Legión Árabe se redujo a 900 hombres y también fue despojada de ametralladoras, artillería y tropas de comunicaciones.
En 1939, John Bagot Glubb, más conocido como Glubb Pasha, se convirtió en comandante de la Legión junto con el mayor general Abdul Qadir Pasha Al-Jundi como su comandante adjunto; transformando a la Legión en el ejército árabe mejor entrenado.

## Segunda Guerra Mundial
Durante la Segunda Guerra Mundial, la Legión Árabe participó en el esfuerzo de guerra británico en contra de las fuerzas del Eje en el Frente del Mediterráneo y Medio Oriente. Por entonces, sus fuerzas habían aumentado a 1.600 hombres.
La Legión, parte de la Iraqforce, contribuyó de manera significativa en la guerra anglo-iraquí y en la campaña de Siria y el Líbano, las dos primeras victorias decisivas para los Aliados.
Los tres altos oficiales que representaron a la Legión participando en la Marcha de la Victoria fueron el mayor general Abdul Qadir Pasha Al-Jundi, O.B.E; el coronel Bahjat Bey Tabbara; y el teniente coronel Ahmed Sudqui Bey, M.B.E.

## Guerra árabe-israelí (1948)

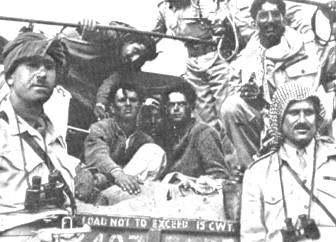
El comandante de la Legión Árabe Abdullah el Tell (a la derecha) junto al capitán Hikmat Mihyar (a la izquierda) posan en una fotografía con los prisioneros judíos después de la caída de Gush Etzion.

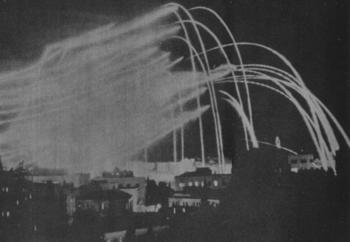
El fuego de artillería de la Legión Árabe ilumina Jerusalén (1948).

La Legión Árabe participó activamente en la guerra árabe-israelí de 1948. Con una dotación total de poco más de 6.000 soldados, el contingente militar de la Legión Árabe consistió en 4.500 hombres en cuatro únicos batallones divididos en regimientos, cada uno con sus propios escuadrones de carros blindados, y siete compañías independientes además de tropas de apoyo. Los regimientos estaban organizados en dos brigadas. La primera brigada estaba compuesta por los regimientos primero y tercero, mientras que la tercera brigada, por los regimientos segundo y cuarto. Había también dos baterías de artillería con cuatro cañones de 25 libras cada uno. El 9 de febrero de 1948, la Fuerza de Frontera Transjordana se disolvió y sus miembros fueron absorbidos de nuevo por la Legión Árabe. Aunque encabezada por Glubb, ahora un teniente general, el comando en el campo fue encargado al brigadier Norman Lash.
La Legión se había retirado inicialmente desde Palestina a Transjordania, bajo la instrucción de las Naciones Unidas, antes de finalizar el Mandato Británico. Con el comienzo de las hostilidades, la Legión regresó a Palestina, con la primera brigada dirigiéndose a Nablus y la segunda Brigada, a Ramala. La Legión Árabe llegó a Palestina con otras fuerzas árabes el 15 de mayo de 1948 mediante el puente Allenby (hoy Rey Hussein), avanzando para ocupar las inmediaciones de Jenin: en el norte hasta Alaffoula y desde el puente Al-Majma'ah sobre el río Jordán hasta Bissan Al Affoula.
Hubo una considerable implicación de militares del Reino Unido, debido a que varios oficiales británicos combatieron como voluntarios en la Legión Árabe durante el conflicto, entre ellos había un comandante de brigada, todos ellos fueron instruidos para volver a Transjordania. Esto llevó al extraño espectáculo de oficiales británicos que dejaron sus unidades antes de volver a Transjordania, y furtivamente, al otro lado de la frontera, se unieron como voluntarios a la Legión Árabe, todos los oficiales afectados sin excepción  regresaron a sus unidades. Un miembro del parlamento británico afirmó que Glubb Pasha debería de estar preso por haber servido en un ejército extranjero sin el permiso del Rey.
Unos días antes de la guerra, las tropas de la Legión habían participado en la masacre de Kfar Etzion. En Latrún, la Legión bloqueó la carretera de Jerusalén. La Legión también aseguró Judea y Samaria para Transjordania.
Las unidades de la Legión Árabe estuvieron comprometidos en varias batallas con las fuerzas judías, incluyendo los siguientes:
- Atacar el convoy de Ben Shemen en Beit Nabala (14 de diciembre de 1947).[4]
- Batalla de los asentamientos de Neve Yaakov asentamientos (18 de abril de 1948).[5]
- Atacar el kibutz Gesher (27-28 de abril de 1948).[6][7]
- Masacre de Kfar Etzion (10-13 de mayo de 1948).
- Ocupación del fuerte Tegart de Latrún (17 de mayo de 1948),[8] y las batallas por su control (20 de mayo-18 de julio de 1948).
- La batalla y el asedio de Jerusalén (17 de mayo-18 de julio de 1948).
- Atacar y capturar (pero después perder) el kibutz Gezer (10 de junio de 1948).[9]
- Tarqmiya (24 de octubre de 1948).[10]

Al final de la guerra, la Legión Árabe consistía en una dotación de más de 10.000 hombres en un frente de 100 millas, que luego se amplió a 400 millas, después de que se retiraran las fuerzas iraquíes.

## Otros enfrentamientos con Israel

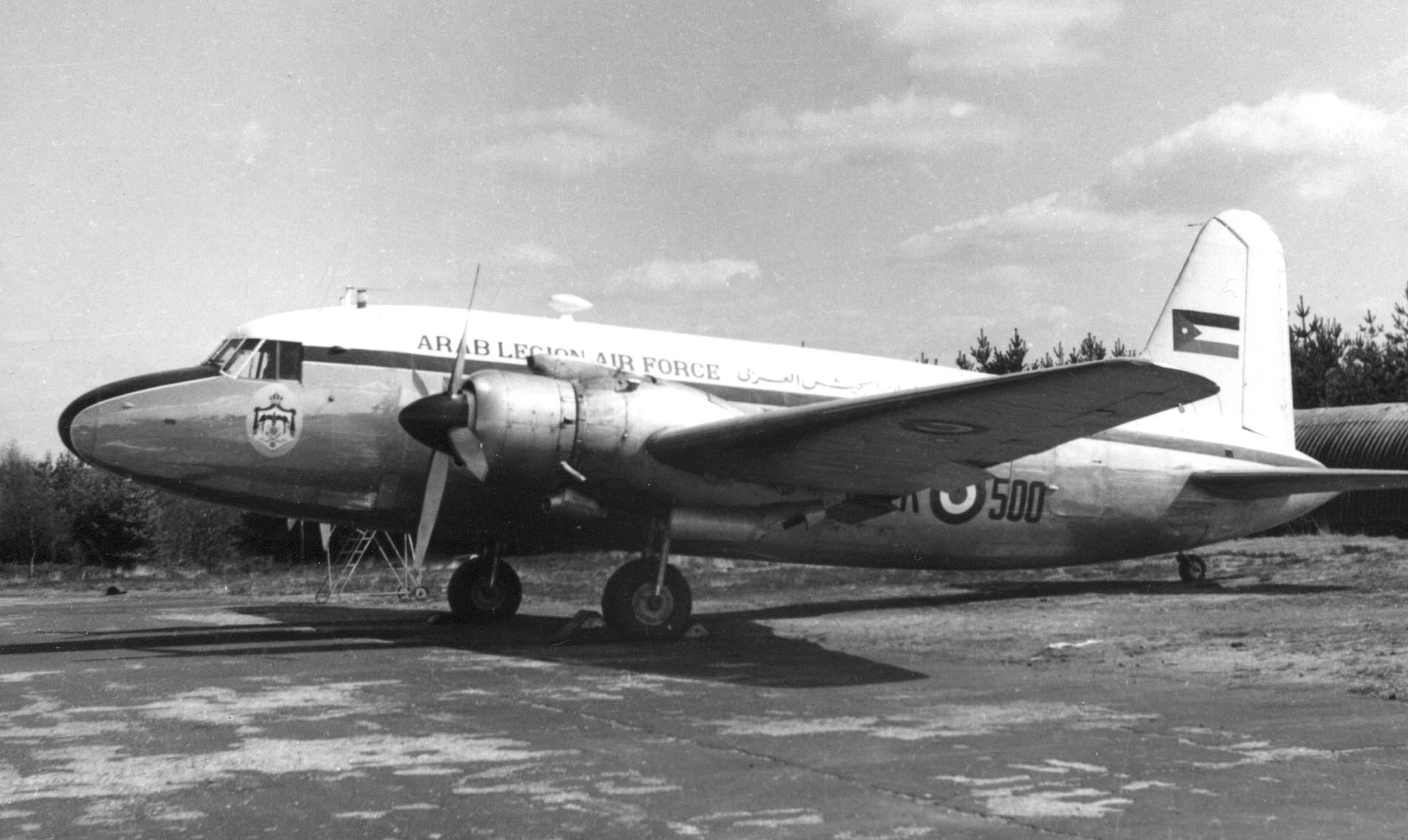
Vickers VC.1 Viking de la Fuerza Aérea de la Legión Árabe en 1955.

El 11 de septiembre de 1956, una fuerza israelí (en lo que las FDI llama una de sus operaciones de represalia: Operación Jonatán) en el territorio jordano en Al-Rahwa, Sector de Hebrón, atacó una estación de policía y se enfrentó a una unidad de la Fuerza del Desierto de la Legión. Más de veinte soldados y policías murieron.
En otra redada el 10 de octubre de 1956, una fuerza israelí, estimada en una brigada de infantería motorizada, con el apoyo de la artillería de mediano alcance y aviones de combate, atacaron las ciudades de Hubla, Al-Nabi Illias y Azroun. Las tropas asaltantes se enfrentaron a la Legión Árabe al oeste de Al-Nabi Illias. Un centenar de soldados jordanos y 17 soldados de las FDI resultaron muertos durante la operación.[cita requerida]
La Legión en general se mantuvo fuera de la Crisis de Suez de 1956.

## Ejército jordano
El 1 de marzo de 1956, la Legión fue rebautizada como el Ejército Árabe (ahora Fuerzas Armadas de Jordania). En Israel, el término hebreo "Ligioner" (en hebreo: ליגיונר‎), es decir, "legionario"; se sigue utilizando de manera informal como una denominación para los soldados jordanos durante muchos años después, inclusive en el momento de la guerra de 1967 y sus secuelas.

## Comandantes

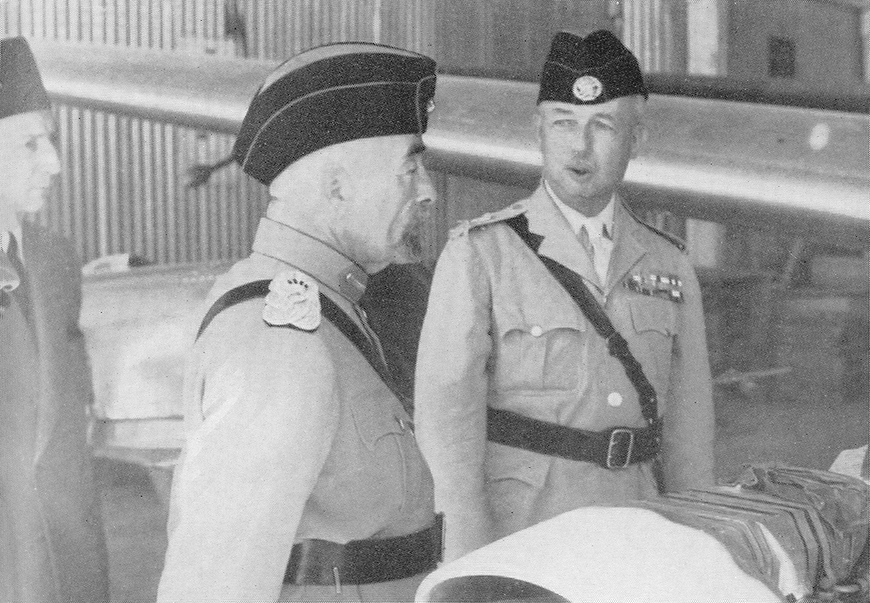
El rey Abdullah I con John Bagot Glubb "Glubb Pasha"

- Coronel Frederick Peake ("Peake Pasha") – 22 de octubre de 1923 - 21 de marzo de 1939
- Teniente Coronel Ernest Stafford ("Stafford Bey") 2.º IC – 1924-1931.
- Teniente General John Glubb, KCB, CMG, DSO, OBE, MC ("Glubb Pasha") - 21 de marzo de 1939 - 1 de marzo de 1956
- Mayor General Abdul Qadir Pasha Al-Jundi, OBE ("Abdul Qadir Pasha")

Nota: "Pasha" es un título honorario turco en uno de los altos rangos equivalente al título británico de "Lord", y "Bey" es equivalente al de "Sir".